# Diphascon ziliense
Espèce
Diphascon ziliense est une espèce de tardigrades de la famille des Hypsibiidae. 

## Distribution
Cette espèce est endémique de Sicile en Italie.

## Publication originale
- Lisi, Sabella & Pilato, 2014 : Mixibius parvus sp. nov. and Diphascon (Diphascon) ziliense sp. nov., two new species of Eutardigrada from Sicily. Zootaxa, no 3802 (4), p. 459–468.